# ФК Искра-Стал
ФК Искра-Стал е молдовски футболен отбор от град Ръбница. Клубът играе в Национална дивизия на Молдова – най-високото ниво на молдовския клубен футбол. Отборът е носител на Купата на Молдова за 2011 г. Вицешампион през 2010 г.

## Успехи
- Вицешампион на Молдова (1): 2010
- Носител на Купата ан Молдова (1): 2011

## Български футболисти
- Калоян Генчев: 2009/10 (6 мача - 0 гола)

## Европейски участия
| Сезон   | Турнир           | Кръг     |  | Противник        | Домакинство | Гостуване | Общ резултат |
| ------- | ---------------- | -------- |  | ---------------- | ----------- | --------- | ------------ |
| 2009/10 | УЕФА Лига Европа | 2-ри кв. |  | Черно море Варна | 0:3         | 0:1       | 0:4          |
| 2010/11 | УЕФА Лига Европа | 2-ри кв. |  | ИФ Елфсбори      | 0:1         | 1:2       | 1:3          |
| 2011/12 | УЕФА Лига Европа | 2-ри кв. |  | НК Вараждин      | 1:1         | 1:3       | 2:4          |